# Défi à Lucky Luke
Défi à Lucky Luke est la cinquantième histoire de la série Lucky Luke par Morris (dessin) et René Goscinny (scénario). Elle est publiée pour la première fois dans le no 1 du journal Super Pocket Pilote. L'histoire a également été publiée dans La Bataille du riz, album offert par le réseau Total en 1972 et compilant quatre histoires courtes.

## Univers

### Synopsis
Un jeune garçon de ferme décide de devenir un desperado renommé. Arrivé dans la ville de Nothing Gulch, il essaie de provoquer Lucky Luke.

### Personnages
- Lucky Luke, cow-boy
- Omer Marshmallow, apprenti hors-la-loi
- le client du saloon
- le barman

## Publication

### Album

#### Commentaires
- "Défi à Lucky Luke" a été adapté dans la série télévisée d'animation de 1991 de Lucky Luke. Son intrigue y a été combinée avec celle de "L'égal de Wyatt Earp".